# 911 Operator (videojuego)
 911 Operator es un videojuego de simulación de 2017 desarrollado por el estudio polaco Jutsu Games y publicado por PlayWay. En el juego, el jugador asume el papel de un operador telefónico 9-1-1 que debe responder las llamadas telefónicas y enviar a los agentes de policía, paramédicos y bomberos a varias emergencias. 9 • 1 • 1 Operator fue financiado a través de una exitosa campaña de Kickstarter que se llevó a cabo del 21 de julio al 20 de agosto de 2016. El juego fue lanzado para PC en febrero de 2017, con lanzamientos en PlayStation 4 y Xbox One a finales de ese año. La versión para Android del juego se lanzó el 16 de noviembre de 2017. El 26 de octubre de 2018, el juego se lanzó en Nintendo Switch. 

## Desarrollo
911 Operator fue financiado a través de una campaña de Kickstarter que se lanzó el 21 de julio de 2016 con una meta de 9,110 dólares canadienses. La campaña finalizó con éxito el 20 de agosto de 2016 con un total de $ 37,924 recaudados.

## Recepción
La versión para PC de 911 Operator tiene un 68 en Metacritic, lo que indica revisiones mixtas o promedio. CD-Action apoyó los elementos educativos del juego, como aprender sobre los síntomas relacionados con afecciones médicas, pero criticó que "casi no había ningún juego en 911 Operator ". Alec Meer de Rock, Paper, Shotgun escribió que el juego fue "definitivamente efectivo para crear tensión", pero se convirtió en "una nota cada vez más" después de unas pocas horas de juego. Alex V. de New Game Network también descubrió que el juego carecía de una variedad sustancial, señalando que las llamadas de voz se volvieron repetitivas y que el "juego se convierte en un simple ejercicio de combinación de colores" de enviar personal apropiado a los iconos de emergencia codificados por colores. En general, descubrió que el Operador 911 tenía potencial y una "fórmula ganadora" en su juego, pero en última instancia estaba limitado por la falta de variedad. Johnathan Irwin de Hooked Gamers le dio al juego un 7.0 / 10, elogiando su juego y las opciones para varios mapas, pero observando que el juego finalmente se volvió repetitivo. Nathan Saretzky de Game Grin también le otorgó al operador del 911 una calificación de 7/10, concluyendo que fue un "juego arcade maravillosamente ejecutado" que logró ser "simple y divertido". Sin embargo, Saretzky criticó las repetidas llamadas y sintió que la jugabilidad sería más adecuada para un sistema táctil.
El lanzamiento de Xbox One de 911 Operator recibió críticas mixtas similares. Anthony Cole de Xbox Tavern postuló que "alberga una idea interesante pero no la respalda con profundidad", ya que el juego es repetitivo, simplista y aburrido. Neil Watton de The Xbox Hub también criticó el juego repetitivo y los controles "incómodos", aunque encontró el concepto general del juego "inteligente". Al escribir para TrueAchievements, Marc Hollinshead elogió sus elementos educativos y estratégicos, pero comentó que "la repetición se arrastra rápidamente", particularmente con respecto a las repetidas llamadas de voz.